# Clasificación del vino de Graves
Los vinos de Graves en la región vinícola de Burdeos (Francia) fueron clasificados en 1953 por un jurado nombrado por el INAO y aprobado por el ministro de Agricultura en agosto de ese año. La selección fue revisada con unas pocas adiciones en febrero de 1959. La clasificación abarca tanto vinos tintos como blancos, y todos los châteaux pertenecen a la AOC Pessac-Léognan, que con el tiempo se hizo efectiva el 9 de septiembre de 1987.

## Clasificación de 1959
| Crus classé                   | Comuna            | Color          |
| ----------------------------- | ----------------- | -------------- |
| Château Bouscaut              | Cadaujac          | tinto y blanco |
| Château Carbonnieux           | Léognan           | tinto y blanco |
| Domaine de Chevalier          | Léognan           | tinto y blanco |
| Château Couhins               | Villenave-d'Ornon | blanco         |
| Château Couhins-Lurton        | Villenave d'Ornon | blanco         |
| Château de Fieuzal            | Léognan           | tinto          |
| Château Haut-Bailly           | Léognan           | tinto          |
| Château Haut-Brion            | Pessac            | tinto          |
| Château Latour-Martillac      | Martillac         | tinto y blanco |
| Château Laville Haut-Brion    | Talence           | blanco         |
| Château Malartic-Lagravière   | Léognan           | tinto y blanco |
| Château La Mission Haut-Brion | Pessac            | tinto          |
| Château Olivier               | Léognan           | tinto y blanco |
| Château Pape Clément          | Pessac            | tinto          |
| Château Smith Haut Lafitte    | Martillac         | tinto          |
| Château La Tour Haut-Brion    | Talence           | tinto          |